# انتخابات مجلس الأمة الكويتي 1992
أقيمت الانتخابات السابعة لمجلس الأمة الكويتي في عام 1992، وهي الأولى منذ بعد انتهاء حرب الخليج الثانية، والأولى منذ عام 1985، حيث تم حل مجلس الأمة الكويتي 1985 في عام 1986، ولم تقم انتخابات آن ذاك، وقد وزعت المناطق على حسب النظام السابق الذي يضم 25 دائرة انتخابية ويفوز بالمقاعد النيابية أول مرشحين.

## توزيع الدوائر الانتخابية
الدائرة الأولى
- منطقة الشرق
- منطقة الدسمة
- منطقة المطبة
- منطقة دسمان
- منطقة بنيد القار

الدائرة الثانية
- منطقة المرقاب
- ضاحية عبد الله السالم

الدائرة الثالثة
- منطقة القبلة
- منطقة الشويخ
- منطقة الشامية

الدائرة الرابعة
- منطقة الدعية
- منطقة الشعب
- جزيرة فيلكا وسائر الجزر

الدائرة الخامسة
- منطقة القادسية
- منطقة المنصورية

الدائرة السادسة
- منطقة الفيحاء
- منطقة النزهة

الدائرة السابعة
- منطقة كيفان

الدائرة الثامنة
- منطقة حولي
- منطقة ميدان حولي
- منطقة النقرة
- منطقة بيان
- منطقة مشرف

الدائرة التاسعة
- منطقة الروضة

الدائرة العاشرة
- منطقة العديلية
- منطقة الجابرية
- منطقة السرة

الدائرة الحادية عشر
- منطقة الخالدية
- منطقة قرطبة
- منطقة اليرموك

الدائرة الثانية عشر
- منطقة السالمية
- منطقة البدع
- منطقة سلوى
- منطقة الراس

الدائرة الثالثة عشر
- منطقة الرميثية

الدائرة الرابعة عشر
- منطقة أبرق خيطان
- منطقة خيطان الجديدة

الدائرة الخامسة عشر
- منطقة الفروانية
- منطقة عين بغزي

الدائرة السادسة عشر
- منطقة العمرية
- منطقة الرابية
- منطقة الرقعي
- منطقة الأندلس

الدائرة السابعة عشر
- منطقة جليب الشيوخ
- منطقة الشدادية
- منطقة صيهد العوازم
- منطقة العضيلية
- منطقة العارضية

الدائرة الثامنة عشر
- منطقة الصليبيخات
- منطقة الدوحة
- منطقة أمغرة
- منطقة غرناطة

الدائرة التاسعة عشر
- منطقة الجهراء الجديدة
- منطقة الصليبية والمساكن الحكومية

الدائرة العشرون
- منطقة الجهراء وحدود الكويت مع العراق شمالا وغربا وحدود الكويت مع السعودية حتى المتياهة.

الدائرة الحادية والعشرون
- مدينة الأحمدي
- منطقة المقوع
- منطقة واره
- منطقة الصبيحية
- منطقة الجعيدان حتى حدود الكويت مع السعودية
- منطقة هدية
- منطقة الفنطاس
- منطقة المهبولة
- منطقة أبو حليفة
- منطقة الفنيطيس
- منطقة المسيلة
- ضاحية صباح السالم

الدائرة الثانية والعشرون
- منطقة الرقة

الدائرة الثالثة والعشرون
- منطقة الصباحية

الدائرة الرابعة والعشرون
- منطقة الفحيحيل
- منطقة المنقف

الدائرة الخامسة والعشرون
- منطقة أم الهيمان
- ميناء عبد الله
- منطقة الزور
- منطقة الوفرة حتى حدود الكويت الجنوبية مع السعودية.

## الفائزون حسب الدوائر
الدائرة الأولى
- عدنان عبد الصمد
- يعقوب محمد حياتي

الدائرة الثانية
- حمد عبد الله الجوعان
- عبد الله النيباري

الدائرة الثالثة
- أحمد النصار
- جاسم حمد الصقر

الدائرة الرابعة
- علي أحمد البغلي
- عبد الله يوسف الرومي

الدائرة الخامسة
- أحمد يعقوب باقر
- عبد المحسن يوسف جمال

الدائرة السادسة
- مشاري جاسم العنجري
- مشاري محمد العصيمي

الدائرة السابعة
- جاسم محمد العون
- عبد العزيز يوسف العدساني

الدائرة الثامنة
- أحمد الربعي
- إسماعيل الشطي

الدائرة التاسعة
- ناصر جاسم الصانع
- أحمد محمد الخطيب

الدائرة العاشرة
- صالح يوسف الفضالة
- أحمد خالد الكليب

الدائرة الحادية عشر
- أحمد عبد العزيز السعدون
- محمد سليمان المرشد

الدائرة الثانية عشر
- عبد المحسن مدعج المدعج
- سالم عبد الله الحماد

الدائرة الثالثة عشر
- ناصر عبد العزيز صرخوه
- جمال أحمد الكندري

الدائرة الرابعة عشر
- علي أبو حديدة
- حمود الجبري

الدائرة الخامسة عشر
- عباس حبيب المسيلم
- غنام علي الجمهور المطيري

الدائرة السادسة عشر
- مبارك فهد الدويلة
- مبارك بنيه الخرينج

الدائرة السابعة عشر
- محمد المهمل
- محمد ضيف الله شرار

الدائرة الثامنة عشر
- خلف دميثير
- راشد الهبيدة

الدائرة التاسعة عشر
- مفرج المطيري
- أحمد نصار الشريعان

الدائرة العشرون
- طلال مبارك العيار
- طلال عثمان السعيد

الدائرة الحادية والعشرون
- خالد سالم العدوة
- شارع العجمي

الدائرة الثانية والعشرون
- عايض علوش المطيري
- هادي هايف العجمي

الدائرة الثالثة والعشرون
- جمعان فالح العازمي
- فهد دهيسان الميع

الدائرة الرابعة والعشرون
- عبد الله راشد الهاجري
- تركي محمد العازمي

الدائرة الخامسة والعشرون
- سعد بليق العازمي
- مصلح العازمي